# Galaxy 19
Galaxy 19 (vormals Intelsat Americas 9 oder IA 9) ist ein kommerzieller Kommunikationssatellit des Satellitenbetreibers Intelsat aus der Galaxy-Flotte.

## Technische Daten
Im November 2004 gab Space Systems/Loral bekannt, dass sie mit PanAmSat einen Vertrag für einen neuen Kommunikationssatelliten für deren Flotte unterzeichnet hatten. Dieser Satellit, bekannt als Intelsat Americas 9, sollte Nordamerika, Mittelamerika und die Karibik abdecken können. Space Systems/Loral baute den Satelliten auf Basis ihres SSL-1300-Satellitenbusses. Er besitzt Ku-Band- sowie C-Band-Transponder und eine geplante Lebensdauer von 13 Jahren, welche er jedoch voraussichtlich übertreffen wird. Des Weiteren ist er dreiachsenstabilisiert und wiegt ca. 4,6 Tonnen.
Noch vor dem Start wurde der Satellit am 1. Februar 2007 in Galaxy 19 umbenannt, nachdem Intelsat PanAmSat mitsamt ihrer Satellitenflotte aufgekauft hatte.

## Missionsverlauf
Galaxy 19 wurde am 24. September 2008 mit einer Zenit-3-Trägerrakete von der Odyssey-Startplatform im Pazifik in einen geostationären Transferorbit gebracht. Von dort aus erreichte er seine geosynchrone Umlaufbahn durch Zünden seines Bordmotors, wo er Galaxy 25 bei 97° West ablöste. Im August 2017 übertrug Galaxy 19 bis zu 172 Fernsehsender.